# Steven Wilson
Steven John Wilson (Kingston upon Thames, Greater London, 3. studenoga 1967.) britanski je glazbenik, pjevač, kantautor i glazbeni producent koji je najpoznatiji po radu u žanru progresivnog rocka. Iako je trenutačno samostalni glazbenik, stekao je popularnost kao osnivač, glavni gitarist, pjevač i autor pjesama sastava Porcupine Tree, a bio je član i drugih skupina.
Samouk je skladatelj, producent, inženjer zvuka, gitarist i klavijaturist, a po potrebi svira i ostala glazbala, među kojima su bas-gitara, autoharfa, dulcimer i flauta. Iako ga se uglavnom povezuje s progresivnim rockom, njegovi utjecaji i rad pripadaju širokom rasponu žanrova, a među njima su psihodelija, pop, ekstremni metal, elektronička glazba i jazz. Na koncertima se služi kvadrofonskim zvukom, kao i detaljnim slikama, videozapisima i svjetlosnim efektima. Surađivao je s izvođačima kao što su Opeth, King Crimson, Pendulum, Jethro Tull, Andy Partridge, Yes, Fish, Marillion, Tears for Fears, Roxy Music i Anathema. Remiksao je nekoliko klasičnih albuma progresivnog rocka, uključujući In the Court of the Crimson King King Crimsona, Aqualung Jethro Tulla i Yesov Close to the Edge.
U višegodišnjoj je karijeri Wilson objavio mnogo albuma i dobio je pozitivne kritike. Četiri je puta nominiran za nagradu Grammy – dvaput kao član Porcupine Treeja, jednom za rad u grupi Storm Corrosion i jednom kao samostalni izvođač. Godine 2015. u Londonu je na dodjeli nagrada časopisa Prog osvojio tri nagrade za doprinos žanru i ondje je proglašen "kraljem prog-rocka". Ipak, njegov rad uglavnom nije ušao u glavnu glazbenu struju, zbog čega su ga publikacije poput The Daily Telegrapha nazvale "najuspješnijim britanskim umjetnikom za kojeg nikad niste čuli".

## Životopis

### Rane godine
Rođen je 1967. u Kingston upon Thamesu u Londonu, a od šeste godine živio je u Hemel Hempsteadu, u kojem se dvije godine kasnije počeo zanimati za glazbu. Prema njegovim riječima život mu se promijenio kad su za Božić njegovi roditelji jedno drugom poklonili gramofonske ploče. Njegov je otac dobio The Dark Side of the Moon Pink Floyda, a njegova majka Love to Love You Baby Donne Summer. Wilson je zavolio oba albuma i pod njihovim utjecajem počeo je svirati gitaru i pisati pjesme.
Obje su ploče utjecale na njegove buduće pjesme. Izjavio je: "Kad pogledam unatrag, vidim da su gotovo jedini krivci za glazbeni stil kojim se bavim". Zbog zanimanja za Pink Floyd okušao se u eksperimentalnom, psihodeličnom i konceptualnom progresivnom rocku (oprimjerenom u skupinama Porcupine Tree i Blackfield), dok su hipnotički ritmovi u pjesmama Donne Summer nadahnuli glazbeni stil No-Mana (Wilsonova dugogodišnjeg suradničkog projekta s glazbenikom i pjevačem Timom Bownessom), premda je stil te grupe kasnije postao više meditacijski i eksperimentalan (nalik onom Talk Talka).
Wilson je kao dijete bio prisiljen naučiti svirati gitaru, no nije uživao u tome; na koncu su mu roditelji prestali plaćati instrukcije. Međutim, kad mu je bilo jedanaest godina, na tavanu je pronašao klasičnu gitaru s najlonskim žicama i počeo eksperimentirati s njom. Komentirao je da je "vukao mikrofone preko žica, nakon čega bi zvuk koji bi nastao snimio na preopterećene kasetofone i stvarao rudimentaran oblik višekanalnih snimki služeći se dvama kasetofonima". Godinu dana kasnije njegov mu je otac, po zanimanju inženjer elektrotehnike, izradio prvi višekanalni magnetofon i vokoder kako bi mogao eksperimentirati uz mogućnosti studijske opreme.

### Prvi sastavi
Wilson tvrdi da se njegov glazbeni ukus razlikovao od ukusa njegovih vršnjaka tijekom 1980-ih: 
Odrastao sam tijekom 1980-ih i bilo je to prilično loše desetljeće za glazbu. Događale su se i neke zanimljive stvari, ali svi oko mene željeli su biti u skupinama kao što su Level 42, Simple Minds i U2. Ništa od toga nije me privlačilo, pa sam se posvetio glazbi iz 1960-ih i 1970-ih koju su slušali moji roditelji. Tad sam otkrio tu predivnu eru, eru značajnih albuma koja je trajala od 1967. do 1977., od Sgt Peppera do punka. 
Jedan od Wilsonovih najranijih glazbenih projekata bio je psihodelični duo Altamont (u kojem je Wilson kao petnaestogodišnjak radio sa Simonom Vockingsom, zaduženim za elektroniku i sviranje sintesajzera). Na njihovu jedinom albumu, Prayer for the Soulu, objavljenom na kaseti, nalaze se tekstovi Alana Duffyja, engleskog člana psihodelične scene čijim se radom Wilson kasnije poslužio na prvim dvama albumima Porcupine Treeja. Dok je bio član Altamonta Wilson je bio i u progresivnom rock sastavu Karma, koji je nastupao u okolici Hertfordshirea i snimio dva albuma na kaseti: The Joke's On You (iz 1983.) i The Last Man to Laugh (iz 1985.). Na tim su se albumima pojavile rane inačice pjesama "Small Fish", "Nine Cats" i "The Joke's On You", koje su naknadno objavljene kao pjesme Porcupine Treeja.
Wilson se potom pridružio novovalnoj/AOR grupi Pride of Passion kao klavijaturist i u njoj je zamijenio bivšeg Marillionovog klavijaturista Briana Jellimana (još je jedan nekadašnji član Marilliona, Diz Minnitt, također svirao u toj skupini). Pride of Passion kasnije je promijenio ime u Blazing Apostles, kao i postavu i glazbeni stil, a razišao se 1987.

### Prijelomno razdoblje
Do tog su vremena Wilsonovi raznoliki glazbeni eksperimenti sadržavali elemente avangardne i industrijalne glazbe, psihodelije i progresivnog rocka. Međutim, ubrzo se počeo zanimati i za pop-glazbu, kojom se počeo baviti u kasnijim projektima.
Godine 1986. počeo se baviti dvama projektima po kojima je stekao popularnost. Prvi se izvorno zvao "No Man Is an Island (Except The Isle of Man)", a kasnije je preimenovan u No-Man. Prvotno je to bio Wilsonov samostalan instrumentalni projekt u kojem je spajao progresivni rock sa synthpopom, no kasnije se okrenuo art popu kad mu se iduće godine pridružio pjevač i tekstopisac Tim Bowness. Drugi je projekt bio Porcupine Tree, u kojem se namjeravao baviti psihodeličnim rockom (na to ga je nadahnuo sličan projekt The Dukes of Stratosphear skupine XTC), a služio je samo da bi zabavio Wilsona i Malcolma Stocksa, njegova prijatelja iz djetinjstva.
Tijekom iduće tri godine ti su se projekti različito razvili. No Man Is an Island (Except The Isle of Man) prvi je objavio komercijalni singl ("The Girl from Missouri", 1989., pod licencijom Plastic Head Records), a Porcupine Tree privukao je pozornost u glazbenom podzemlju objavom nekoliko uradaka na kaseti pod licencijom The Freak Emporium (podružnice britanske diskografske kuće Delerium Records, specijalizirane za psihodeličnu glazbu).
Do 1990. No Man Is an Island (Except The Isle of Man) posve se promijenio u No-Man i činio ga je trio (pjevač, violinist i multiinstrumentalist) koji je u svoj art pop uvrstio i ritmove iz žanra dancea. Drugi singl No-Mana – obrada Donovanove pjesme "Colours" aranžirana s glazbenim petljama na način nalik kasnijem trip hopu – osvojio je nagradu za singl tjedna Melody Makera i skupini je priuštio ugovor s nezavisnom diskografskom kućom One Little Indian (koja je objavljivala i uratke izvođača kao što su The Shamen i Björk). Debitantski singl za One Little Indian, "Days in the Trees", iduće je godine također osvojio nagradu za singl tjedna. Singl se nakratko pojavio na glazbenim ljestvicama i, premda nije prodan poveći broj primjeraka, Wilson je imao dovoljan izvor financija da u kućni studio dovede opremu potrebnu za daljnje snimanje glazbe.
Godine 1992. Wilson je objavio i službeni debitantski album Porcupine Treeja, On the Sunday of Life..., koji je zapravo kompilacija najuspjelijeg materijala s neslužbenih kaseta. No-Manov debitantski uradak – kompilacija pjesama s više EP-a pod imenom Lovesighs – An Entertainment – također je objavljena 1992. K tome, iste je godine objavljen i Porcupine Treejev maksi singl "Voyage 34" utemeljen na iskustvima koje donosi LSD; pojavio se na NME-jevoj indie ljestvici i na njoj je ostao šest tjedana. No-Man je također otišao na englesku turneju kao sekstet – u njemu su nastupala i tri bivša člana art pop grupe Japan: Mick Karn, Steve Jansen i klavijaturist Richard Barbieri. Godine 1993. Wilson je objavio još jedan album Porcupine Treeja (Up the Downstair) i No-Mana (Loveblows And Lovecries – A Confession).
Porcupine Tree kasnije je često išao na turneje i počeo se baviti različitim glazbenim stilovima (među kojima su psihodelija, progresivni rock, moderni rock i heavy metal), iako je glavni autor pjesama i dalje bio Wilson. Sredinom 2000-ih Porcupine Tree postao je poznat sastav čije su albume objavljivale veći izdavači (kao što su Atlantic i Roadrunner). Za to je vrijeme Wilson postao vrlo tražen producent i različiti izvođači izjavili su da je utjecao na njih.

### Različiti stilovi i suradnje
Krajem 1990-ih Wilson je zbog ljubavi prema droneu, kao i eksperimentalnoj i ambijentalnoj glazbi, započeo nekoliko novih projekata, među kojima su Bass Communion i Incredible Expanding Mindfuck (poznat i kao IEM). Također je pod svojim imenom počeo objavljivati nekoliko singlova.
Nakon što je stekao reputaciju kao producent, drugi su ga glazbenici počeli tražiti da im bude producent; među njima su norveška glazbenica Anja Garbarek i švedski progresivni metal sastav Opeth. Iako tvrdi da mu je produkcijski rad najdraži, zbog zahtjevnosti vlastitih projekata uglavnom se posvetio miksanju uradaka drugih izvođača.
Wilson je pisao recenzije za meksičku inačicu časopisa Rolling Stone. Sve su prevedene na španjolski jezik. Dosad su objavljene dvije: jedna za Radioheadov album In Rainbows i jedna za Murcofov album Cosmos. Također je u nekoliko navrata pisao recenzije za britanski časopis Classic Rock i američki časopis Electronic Musician. Napisao je i predgovor za knjigu Mean Deviation (iz 2010.)
Bio je producent, prateći vokalist, gitarist i klavijaturist na Opethovim albumima Blackwater Park, Deliverance i Damnation; na potonjem je uratku suautor teksta pjesme "Death Whispered a Lullaby". Na mnogim je radovima surađivao s belgijskim eksperimentalnim glazbenikom Dirkom Serriesom iz projekata Vidna Obmana i Fear Falls Burning, uglavnom na projektu Continuum, koji je objavio dva albuma. Wilson je svirao i bas-gitaru na EP-u Allure Fovea Hexa.
Surađivao je i s izvođačima među kojima su OSI, JBK, Orphaned Land, Paatos, Theo Travis, Yoko Ono, Fish, Cipher i Anja Garbarek. Pojavio se i kao pjevač na pjesmi "The Fountain" grupe Pendulum na njezinu albumu Immersion. Gostovao je na pjesmi "Repentance" Dream Theatera na albumu Systematic Chaos, u kojoj je bio jedan od nekoliko gosta glazbenika koji su se javno ispričali za pogreške iz prošlosti.
Wilson se također bavi miksanjem uradaka u prostornom zvuku 5.1; album Porcupine Treeja Fear of a Blank Planet iz 2007. bio je nominiran za nagradu Grammy u kategoriji "najboljeg miksa u prostornom zvuku". Taj se album pojavio i na trećem mjestu popisa albuma godine časopisa Sound and Vision. Wilson je radio na nekoliko projekata u kojima se bavio prostornim zvukom; remiksao je albume Jethro Tulla i King Crimsona, kao i Marillionov album Misplaced Childhood iz 1985. Miksao je album We're Here Because We're Here sastava Anathema, a naknadno je miksao i dvije pjesme na idućem albumu Distant Satellites. Remiksao je i album In the Land of Grey and Pink skupine Caravan i Nonsuch sastava XTC, ali i albume The Power and the Glory i Octopus Gentle Giant. Godine 2018. objavio je zbirku Yes: The Steven Wilson Remixes, koja se sastoji od Yesovih albuma The Yes Album (1971.), Fragile (1971.), Close to the Edge (1972.), dvostrukog albuma Tales from Topographic Oceans (1973.) i Relayer (1974.).

## Glazbeni projekti

### Porcupine Tree
Porcupine Tree nastao je kao duo koji su činili Wilson i njegov školski prijatelj Malcolm Stocks (Wilson je mahom bio zaslužan za instrumentaciju, a Stocks je uglavnom doprinosio idejama, dodatnim vokalima i eksperimentalnim zvukovima gitare). Wilson je eksperimentirao s glazbom u svojoj kući dok nije stekao dojam da bi je na neki način mogao objaviti službeno. Sakupljen materijal na koncu je podijeljen na tri demo-kasete (Tarquin's Seaweed Farm, Love, Death & Mussolini i The Nostalgia Factory). Za prvu je kasetu napisao i priču o opskurnom (ali izmišljenom) sastavu pod imenom "The Porcupine Tree", u kojoj je izjavio da su se članovi upoznali početkom 1970-ih na festivalu rock glazbe i da su nekoliko puta završili u zatvoru. Knjižica navodi i informacije o članovima s imenima poput Sir Tarquin Underspoon i Timothy Tadpole-Jones, a jedan se pomoćnik u njoj zvao Linton Samuel Dawson (čiji inicijali daju pokratu LSD). Wilson je izjavio: "Zabavljali smo se. Ipak, dogodilo se ono što se uvijek dogodi: započelo je kao šala, a ljudi su je počeli shvaćati ozbiljno!". Kad je Wilson potpisao ugovor s Deleriumom, izabrao je pjesme koje je smatrao najboljima s tih ranih kaseta, dao ih je masterirati i na koncu ih je objavio na prvom službenom studijskom albumu Porcupine Treeja pod imenom On the Sunday of Life.
Ubrzo nakon toga Wilson je objavio singl "Voyage 34", tridesetominutnu skladbu koja je u žanrovskom smislu mješavina ambijentalne glazbe, trancea i psihodelije. Jedan od razloga za objavu bila je objava singla s najduljom pjesmom dotad, makar je singl "Blue Room" grupe The Orb zapravo oborio taj rekord. Iako nije reproduciran na radijskim postajama, "Voyage 34" ipak je šest tjedana bio na NME-ovoj ljestvici indie glazbe.
Drugi studijski album, Up the Downstair (premda ga Wilson smatra pravim "pravim" albumom PT-a jer je snimljen kao takav, a nije nastao kompiliranjem), objavljen je 1993. i dobio je pozitivne kritike, a Melody Maker prozvao ga je "psihodeličnim remek-djelom... jedan je od albuma godine". Prvi je album na kojem je sudjelovao klavijaturist Richard Barbieri, bivši član Japana, i australski basist Colin Edwin. Do kraja godine Porcupine Tree postao je punopravni sastav kad mu se na bubnjevima pridružio Chris Maitland.
Wilson se nastavio baviti ambijentalnom glazbom i tranceom i objavio je The Sky Moves Sideways. Album se pojavio na ljestvicama NME-ja, Melody Makera i Music Weeka, a mnogi obožavatelji počeli su skupinu nazivati Pink Floydom devedesetih, titulom koju je Wilson odbacio: "Ne mogu reagirati drugačije. Istina je da sam u vrijeme 'The Sky Moves Sidewaysa' malo previše pokušavao zadovoljiti obožavatelje Pink Floyda koji su nas slušali jer ta skupina više nije snimala albume. Požalio sam takvu odluku."
Na četvrtom albumu grupe, Signify, pojavile su se prve skladbe koje su članovi zajedno napisali i izveli, zbog čega se manje služila bubnjarskim strojevima. Na određen je način označio odmak od prijašnjih uradaka jer su pjesme konciznije i uobičajenije strukture. Nakon objave koncertnog albuma Coma Divine 1997. zaključen je ugovor s Deleriumom i Porcupine Tree potpisao je ugovor sa Snapperom, koji je objavio dva dodatna albuma: Stupid Dream (1999.) i Lightbulb Sun (2000.). U žanrovskom smislu ta dva uratka uključuju elemente pop-glazbe.
Nakon objave tih dvaju albuma grupa je ponovno promijenila izdavača; potpisala je ugovor s velikom diskografskom kućom Lava Records. Maitlanda je zamijenio Gavin Harrison. In Absentia objavljen je 2002. i pjesme na tom albumu žešćeg su zvuka od svih prijašnjih uradaka skupine. Pojavio se na glazbenim ljestvicama u brojnim europskim državama i do dan-danas jedan je od najprodavanijih albuma sastava općenito. Posebna inačica iz 2004. također je prvi album sastava u prostornom zvuku 5.1, a iste je godine osvojio i nagradu "najbolji naslov snimljen za prostorni zvuk" na dodjeli nagrada Surround Music Awards.
Godine 2005. Porcupine Tree objavio je Deadwing, album nadahnut scenarijem za film koji su napisali Steven Wilson i njegov prijatelj Mike Bennion. Prvi je album grupe koji se pojavio na ljestvici Billboard 200, na kojoj je zauzeo 132. mjesto. Osvojio je nagradu "albuma godine" časopisa Classic Rock, a inačica uratka u prostornom zvuku također je osvojila nagradu "najboljeg naslova snimljenog za prostorni zvuk".
Wilson je počeo skladati pjesme za idući album Porcupine Treeja početkom 2006. u Tel Avivu u Izraelu, a u to je vrijeme radio i na drugom albumu za sporedni projekt Blackfield. Završio je sa skladanjem pjesama u Londonu u lipnju 2006. U kolovozu iste godine sastav je objavio prvi koncertni DVD, Arriving Somewhere..., i podržao ga turnejom koja je trajala od rujna do studenoga; tijekom prve polovice svakog nastupa svirao je samo nov materijal. Kad je turneja završila, skupina je otišla u studio i snimila album. Početkom siječnja 2007. otkrila je da će ime albuma biti Fear of a Blank Planet (u pitanju je namjerno aludiranje na uradak Fear of a Black Planet Public Enemyja) i da je koncept nadahnuo roman Lunar Park Breta Eastona Ellisa. Objavljen je 16. travnja 2007. u Europi i 24. travnja u SAD-u. Tekstovi pjesama odnose se na probleme 21. stoljeća kao što su otuđivanje zbog tehnologije, nasilje među tinejdžerima, propisani lijekovi, poremećaj hiperaktivnosti i deficita pažnje i bipolarni poremećaj.
Fear of a Blank Planet postao je najuspješniji album grupe u pogledu prodaje i pozitivnih recenzija. Pojavio se na 59. mjestu ljestvice Billboard 200 i na gotovo svim europskim glazbenim ljestvicama; u Ujedinjenom Kraljevstvu našao se na 31. mjestu. U SAD-u je nominiran za nagradu Grammy, a i u nekoliko anketa proglašen je najboljim albumom godine (npr. u časopisu Classic Rock i nizozemskom Aardschoku). U srpnju 2007. objavljen je EP Nil Recurring; na njemu su se pojavile pjesme koje su snimljene za album, ali koje na koncu ipak nisu bile uvrštene na nj.
Na europskom koncertu u kolovozu 2008. Wilson je izjavio da je Porcupine Tree počeo raditi na materijalu za idući album i da ga planira objaviti 2009. Kasnije je najavljeno da će ime albuma biti The Incident. Sastoji se od dvaju CD-a; na prvom se nalazi istoimeni "ciklus pjesama" koji traje 55 minuta, a na drugom se nalaze četiri kraće skladbe. Sastavu je priuštio najviša mjesta na ljestvicama do danas – pojavio se na petom mjestu u Nizozemskoj, devetom mjestu u Njemačkoj, 23. mjestu u Ujedinjenom Kraljevstvu i 25. mjestu ljestvice Billboard 200 u SAD-u. Tijekom naknadne američke i europske turneje mnogi su koncerti bili rasprodani. Singl s The Incidenta, "Time Flies", moglo se tijekom jednog tjedna u listopadu 2009. besplatno preuzeti s iTunesa.

### No-Man
No-Man je Wilsonov dugogodišnji suradnički projekt s pjevačem Timom Bownessom. Nadahnut je širokim spektrom žanrova – od ambijentalne glazbe do hip-hopa – a raniji su singlovi i albumi mješavine ritmova dancea i orkestracije. Međutim, nakon nekoliko godina taj je duo počeo stvarati eksperimentalnu glazbu. Od Flowermoutha iz 1994. u glazbu je počeo uvrštavati različite zvukove (i akustičke i elektroničke), ali je i počeo surađivati s gostujućim glazbenicima. To je prvi projekt kojim je Wilson postigao određen uspjeh – potpisao je ugovor s britanskim nezavisnim izdavačem One Little Indian (izdavačem albuma glazbenika kao što su Björk, The Shamen i Skunk Anansie).
Dana 22. studenog 2019. grupa je objavila sedmi studijski album, Love You to Bits, prvi uradak koji se sastojao od originalnih pjesama u 11 godina.

### I.E.M.
Godine 1996. objavljen je prvi album projekta I.E.M. (Incredible Expanding Mindfuck, što je bilo jedno od imena koje je Wilson u početku planirao dati Porcupine Treeju). Projekt je posvećen krautrocku i eksperimentalnom rocku. U početku je želio da projekt bude anoniman, no tadašnji je izdavač Delerium Records objavio jednu od pjesama na svojoj kompilaciji Pick N Mix i autorstvo skladbe pripisala Wilsonu, zbog čega je koncept anonimnosti odbačen. Projekt je 2001. objavio još dva albuma: Arcadia Son i IEM Have Come for Your Children. Box set koji se sastoji od četiri CD-a, odnosno svega što je Wilson snimio pod tim imenom, objavljen je u lipnju 2010. "u počast I.E.M.-u i oproštaj od njega".

### Bass Communion
Godine 1998. Wilson je osnovao Bass Communion, projekt posvećen industrijalnoj, ambijentalnoj, elektroničkoj glazbi i droneu. Do danas je objavljeno nekoliko studijskih albuma i singlova, a mnogi od njih objavljeni su u ograničenom broju primjeraka.

### Blackfield
Godine 2001. Wilson je upoznao izraelskog rock glazbenika Aviva Geffena i počeo je surađivati s njim na projektu Blackfield, a spomenuli su da je posvećen "melodičnom i melankoličnom rocku". Prvi je album Blackfield objavljen 2004., a drugi, Blackfield II, objavljen 2007. S albuma je objavljeno nekoliko singlova, među kojima su "Blackfield," "Pain" i "Once". Koncertni DVD snimljen u New Yorku objavljen je 2007. Treći album, Welcome to My DNA, objavljen je u ožujku 2011. Kasnije te godine Wilson je odlučio smanjiti doprinose skupini jer je smatrao da je primoran posvetiti dosta vremena i pozornosti samostalnoj karijeri i da jednostavno ne može primjereno voditi Blackfield uz Geffena. Međutim, ipak je doprinio četvrtom albumu skupine 2013. kao pjevač i producent. Napustio je sastav nakon kraće europske turneje (koja se održala u veljači 2014.) i posljednjeg koncerta u New Yorku (koji se održao 1. svibnja 2014.) jer se želio posvetiti samostalnoj karijeri i nadolazećim projektima. Međutim, u lipnju 2015. i lipnju 2016. Wilson je ipak sudjelovao u snimanju s Geffenom i Alanom Parsonsom. U kolovozu 2016. Blackfield je najavio da novi album Blackfield V označava povratak Wilsona u skupinu "kao pravog suautora".
Dana 13. svibnja 2019. Geffen je na svojem službenom profilu na Instagramu objavio sliku uz koju je napisao da oba glazbenika rade na šestom albumu.

### Storm Corrosion
U ožujku 2010. Wilson i Mikael Åkerfeldt, frontmen skupine Opeth, odlučili su raditi na novom projektu pod imenom Storm Corrosion. Istoimeni je album u svibnju 2012. objavio Roadrunner Records. Opisan je kao "posljednji dio čudne trilogije albuma koju čine (Opethov) Heritage i Wilsonov samostalni album Grace for Drowning." Åkerfeldt i Wilson nisu podržali album koncertima i premda su izjavili da bi voljeli ponovno raditi zajedno, komentirali su da zasad ne planiraju novi album za Storm Corrosion.

## Samostalna karijera

### Obrade
Od 2003. do 2010. Wilson je pod svojim imenom objavio šest CD-a, a svaki od njih sastoji se od dvije pjesme – jedne obrade i jedne originalne Wilsonove pjesme (premda je u jednom slučaju riječ o njegovom aranžmanu tradicionalne pjesme). Među obradama pojavile su se pjesme kanadske pjevačice Alanis Morissette, švedske pop-grupe ABBA, britanskog rock sastava The Cure, Princea i škotskih glazbenika Momusa i Donovana.
Izvan tog serijala CD-a Wilson je obradio i pjesmu "Stoneage Dinosaurs" skupine Cardiacs. Pojavila se na uratku Leader of the Starry Skies: A Tribute to Tim Smith, Songbook 1; riječ je o kompilaciji objavljenoj u prosincu 2010., a prikupljen novac išao je Timu Smithu, vođi Cardiacsa, koji se nalazio u bolnici. Wilson je izjavio da mu možda nije glavni uzor u stilskom, ali da mu jest u duhovnom smislu.
Cjelokupna zbirka obrada 2014. je objavljena kao album.

### Insurgentes
U studenom 2008. Wilson je objavio prvi samostalni studijski album, Insurgentes, koji je snimao od siječnja do kolovoza 2008. Prvo je objavljen u dvjema inačicama ograničene naklade, a uz obje nalazila se knjižica tvrdih korica sa slikama danskog fotografa Lassea Hoilea, dugogodišnjeg Wilsonovog suradnika. Standardna inačica za prodavaonice albuma objavljena je 9. ožujka 2009.
Hoileov film utemeljen na snimanju albuma premijerno je prikazan u studenom 2009. na međunarodnom filmskom festivalu CPH:DOX u Kopenhagenu. Također je prikazan na filmskim festivalima u Kanadi, Njemačkoj, Meksiku, Švedskoj i Sjedinjenim Državama. Opisan je kao spoj dokumentarnog filma i nadrealističkog filma ceste. Hoile je i režirao spot za pjesmu "Harmony Korine" s tog albuma. Spotom se odala počast europskim art filmovima i na festivalu Camerimage bio je nominiran za nagrade za najbolju kinematografiju i najbolji glazbeni spot.
Remiksana inačica albuma objavljena je u lipnju 2009., a na njoj su pjesme s albuma remiksali David A. Sitek, Dälek, Engineers, Pat Mastelotto i Fear Falls Burning.

### Grace for Drowning
Wilsonov drugi samostalni album, Grace for Drowning, objavljen je u rujnu 2011. na CD-u, gramofonskoj ploči i Blu-rayu. Dvostruki je album; prvi dio zove se Deform to Form a Star, a drugi Like Dust I Have Cleared from My Eye. Wilson je također najavio i prvu samostalnu turneju u Europi i Sjevernoj Americi kojom je odlučio podržati taj album. Ta je turneja trajala od listopada do studenog 2011. i tijekom nje izvođene su pjesme s albuma Insurgentes i Grace for Drowning. Koncertni DVD snimljen u Meksiku pod imenom Get All You Deserve objavljen je 25. rujna 2012.
Wilson je 16. prosinca 2011. najavio još nekoliko koncerata u Europi i drugi dio turneje Grace for Drowning, koja je trajala od travnja do svibnja 2012. Naknadno su dodani i datumi nastupa u Južnoj Americi. Na dodjeli nagrada Progressive Music Awards 2012. je godine osvojio naslov "vrlo utjecajne osobe".

### The Raven That Refused to Sing (And Other Stories)
Wilsonov treći samostalni album, The Raven That Refused to Sing (And Other Stories), koji je snimio s većinom članova koncertne postave tijekom turneje za Grace for Drowning, objavljen je 25. veljače 2013. Snimanjem albuma u Los Angelesu rukovodio je Alan Parsons. Uradak je ušao u 30 najviših mjesta glazbene ljestvice u Ujedinjenom Kraljevstvu i pojavio se na trećem mjestu u Njemačkoj. U listopadu 2012. Wilson je najavio prvi dio popratne turneje – sastojala se od 18 nastupa u Europi i 17 nastupa u Sjevernoj Americi, a trajala je od ožujka do svibnja 2013. Na tim je koncertima Chad Wackerman (najpoznatiji po radu s Frankom Zappom) zamijenio Marca Minnemanna na bubnjevima zbog problema s rasporedom. Drugi dio turneje trajao je od listopada do studenog 2013. i održavao se u Australiji i Europi, a u to vrijeme održan je i rasprodani koncert u londonskom Royal Albert Hallu. Pjesma "The Raven That Refused to Sing" pojavila se u najavi za film Pompeji. Uradak se pojavio na vrhu nekoliko popisa albuma recenzenata i čitatelja u časopisima kao što su britanski Prog i njemački Eclipsed. Izabran je za album godine na dodjeli nagrada Progressive Music Awards 2013. Dana 13. srpnja 2015. The Prog Report postavio ga je na drugo mjesto popisa najboljih progresivnih albuma u proteklih 25 godina.

### Hand. Cannot. Erase.
Wilsonov četvrti samostalni album, Hand. Cannot. Erase., objavljen je 27. veljače 2015. Nadahnut je dokumentarnim filmom Dreams of a Life o Joyce Carol Vincent, mladoj Britanki koja je gotovo tri godine ležala mrtva u svojem stanu prije nego što je otkriveno njezino tijelo. Hand. Cannot. Erase. dobio je pozitivne kritike. Novine The Guardian dodijelile su mu pet zvjezdica i nazvale ga "pametnim, duševnim i dojmljivim umjetničkim djelom". Časopis Eclipsed nazvao ga je "još jednim sjajnim draguljem u diskografiji Stevena Wilsona", dok mu je Metal Hammer dao šest od sedam bodova i imenovao ga "još jednim remek-djelom". Američko mrežno-mjesto FDRMX dalo mu je 4,8 boda od njih 5 i izjavilo: "Hand. Cannot. Erase. potpuno zaokuplja Vašu pažnju od početka do posljednje note, što simbolizira odličan album". Popratna turneja trajala je od ožujka do lipnja 2015., a sastojala se od 31 nastupa u Europi i 34 nastupa u Sjevernoj i Južnoj Americi. U rujnu su održana dva posebna koncerta u londonskom Royal Albert Hallu. Zbog turneje skupine The Aristocrats na američkoj su turneji Guthrieja Govana i Marca Minnemanna poimence zamijenili Dave Kilminster i Craig Blundell.

### To the Bone
Wilson je 12. prosinca 2016. počeo snimati peti samostalni studijski album u Londonu s inženjerom zvuka Paulom Staceyjem. Budući da u snimanju nije sudjelovala većina članova koji su činili njegov sastav na prethodnom albumu, Wilson je uglavnom sam svirao gitaru na albumu, a bubnjeve su svirali Craig Blundell i Jeremy Stacey. Ninet Tayeb bila je gostujuća pjevačica, no njezina je uloga na albumu bila veća nego na uratku Hand. Cannot. Erase. Andy Partridge iz XTC-ja izjavio je da je suautor dviju pjesama na albumu. Dana 5. siječnja 2017. Wilson je objavio kraći videozapis u kojem je prikazano kako on i Tayeb snimaju pjesmu "Pariah". U travnju 2017. Wilson je izjavio da će album objaviti novi izdavač – Caroline International. Također je spomenuo da na uratku usnu harmoniku svira Mark Feltham i objavio je snimku na kojoj Feltham svira na pjesmi "To the Bone". Slovački glazbenik David Kollar pojavio se na trima pjesmama na albumu.
Dana 9. svibnja 2017. službeno je najavljeno da će ime novog albuma biti To the Bone; uradak je objavljen 18. kolovoza 2017. Wilson je potom otišao na turneje u Ujedinjenom Kraljevstvu, Europi i Sjevernu Ameriku, a trajale su od 2018. do 2019. Na turnejama je Davea Kilminstera zamijenio Alex Hutchings.
Dana 12. rujna 2018. najavljen je koncertni album Home Invasion: In Concert at the Royal Albert Hall, a objavljen je 2. studenog 2018.

### The Future Bites
Wilson je na svojem službenom profilu na Instagramu 26. svibnja 2019. izjavio da radi na pjesmama za šesti studijski album. Prema izvornim planovima trebao je biti objavljen 2020. Producent albuma je David Kosten, također poznat kao Faultline, zbog čega je taj uradak drugi čiji Wilson nije jedini producent. Dana 21. listopada 2019. najavio je turneju 'The Future Bites Tour'. Koncerti su se trebali održati u većim arenama u Ujedinjenom Kraljevstvu, Francuskoj, Njemačkoj, Nizozemskoj i Poljskoj u rujnu 2020. Dana 24. prosinca 2019. Wilson je najavio da je skoro gotov sa snimanjem albuma.
Wilson je 5. ožujka 2020. pokrenuo promidžbu albuma na raznim mrežnim mjestima, a usredotočio se na motive konzumerizma, robnih marki i manipulativnih društvenih mreža. Dana 12. ožujka 2020. Wilson je izjavio da će njegov šesti studijski album, The Future Bites, biti objavljen 12. lipnja 2020. Prvi singl s albuma, "Personal Shopper", objavljen je istog dana.
Dana 22. travnja 2020. Wilson je izjavio da će The Future Bites ipak biti objavljen 29. siječnja 2021. zbog logističkih i kreativnih problema u glazbenoj industriji zbog pandemije koronavirusa.
U svibnju 2020. pokrenuo je podcast The Album Years s Timom Bownessom, kolegom iz No-Mana. Bio je uspješan i pojavio se na visokim mjestima ljestvica Apple Podcastsa.
Wilson je 22. rujna 2020. otkrio drugačiji popis pjesama na albumu i objavio novi singl, "Eminent Sleaze", kao i glazbeni spot za nj koji je režirao Crystal Spotlight.
Dana 29. listopada 2020. objavio je glazbeni spot za "King Ghost", treći singl s The Future Bitesa. Režirala ga je dugogodišnja Wilsonova suradnica Jess Cope.
Dana 24. studenog 2020. objavio je "12 Things I Forgot", četvrti singl s albuma. Objavu tog singla popratila je najava da će jedinstvena inačica albuma biti prodana 27. studenog 2020. za 10.000 funti i da će sva zarada biti donirana organizaciji Music Venue Trust kako bi se pomoglo britanskim koncertnim dvoranama u vrijeme pandemije koronavirusa. Ta je inačica albuma prodana odmah nakon što je započela prodaja.

## Stil izvedbe
Na koncertima Wilson nastupa bosih nogu. Tu naviku stekao je još u djetinjstvu; izjavio je: "Uvijek sam imao problem s nošenjem cipelama i uvijek sam hodao uokolo bosih nogu". Dodao je da se bosim nogama i lakše služi velikim brojem pedala za gitaru. Zbog toga je više puta ozlijedio pete: na jednom od ranijih nastupa u petu mu se zabola injekcija i morao se cijepiti za tetanus. Komentirao je: "Stao sam na čavle, vijke i pribadače, nožnim sam prstima udario u nešto, silazio sam s pozornice i samo je krv tekla... Sve mi se dogodilo, ali da budem iskren, ništa me neće spriječiti." Kasnije se počeo služiti tepihom, što je smanjilo učestalost takvih problema.

## Utjecaj
Osim što je na glazbenike utjecao i kao član Porcupine Treeja, neki su ga izravno nazvali utjecajnim; među njima su Steffen Kummerer iz Obscure, Caligula's Horse, Tor Oddmund Suhrke iz Leprousa, Jonathan Carpenter iz The Contortionista, Bilocate, Alex Vynogradoff iz Kauana i Kenneth Wilson iz Abigail's Ghosta.
K tome, ostali su glazbenici pohvalili njegov samostalni rad, a među njima su Alex Lifeson, Steve Howe, Robert Trujillo, Adrian Belew, Jordan Rudess, Mike Portnoy, Rob Swire, Seven Lions, Demians (Nicolas Chapel), Jem Godfrey, Jim Matheos, Dan Briggs, Eraldo Bernocchi i Chantel McGregor.

## Privatni život
Wilson uglavnom ne otkriva mnogo o svom privatnom životu i u tom smislu slijedi primjer skupina kao što su Radiohead, Pink Floyd i Tool.
Međutim, na svojem službenom profilu na Instagramu ipak objavljuje određene trenutke iz svojeg života. U rujnu 2019. objavio je da se oženio svojom djevojkom Rotem i na Instagramu je objavio sliku s vjenčanja. Njegova supruga ima dvije kćeri koje je Wilson posvojio.
Wilson je vegetarijanac i ateist; fascinira ga koncept religije i kritizira organiziranu religiju. Međutim, izjavio je da ne želi nametati svoje stavove, nego ih izraziti korištenjem likova i priča. Komentirao je: "Mislim da je to sve što možete učiniti kao umjetnik. Ne smijete propovijedati svojoj publici, nego trebate odraziti svijet sa svim svojim manama i vrlinama." Ne puši i ne drogira se.

## Diskografija
Studijski albumi
- Insurgentes (2008.)
- Grace for Drowning (2011.)
- The Raven That Refused to Sing (And Other Stories) (2013.)
- Hand. Cannot. Erase. (2015.)
- To the Bone (2017.)
- The Future Bites (2021.)
- The Harmony Codex (2023.)
- The Overview (2025.)

## Nagrade i počasti
Godine 2016. Wilsona je časopis Guitar World proglasio jednim od 15 najboljih gitarista progresivnog rocka. U anketi čitatelja MusicRadara iz 2016. izabran je za sedmog najboljeg prog gitarista 2016. Na dodjeli nagrada Progessive Music Award 2018. osvojio je nagradu u kategoriji britanskog sastava odnosno glazbenika godine.

## Vanjske poveznice

### Sestrinski projekti
|  | Zajednički poslužitelj ima još gradiva o temi Steven Wilson |

### Mrežna mjesta
- Službeno mrežno mjesto
- Potpuna diskografija Stevena Wilsona